# Sascha Kesselring
Sascha Kesselring (* 21. März 1985) ist ein ehemaliger deutscher Basketballspieler. Der 2,09 Meter große Innenspieler bestritt 24 Bundesliga-Spiele für Ludwigsburg.

## Laufbahn
Der gebürtige Brandenburger wuchs in Nagold auf und spielte ab 15 Jahren Basketball bei der SV Böblingen. 2002 wechselte er zum SV 03 Tübingen und ging 2004 nach Ludwigsburg. Dort absolvierte er bis 2008 24 Bundesliga-Spielen und kam auch im europäischen Vereinswettbewerb ULEB-Cup zum Einsatz, blieb aber stets Ergänzungsspieler. Darüber hinaus sammelte er Spielpraxis in Ludwigsburgs Regionalliga-Mannschaft und in der Saison 2007/08 auch dank einer „Doppellizenz“ für den VfL Kirchheim in der 2. Bundesliga ProB.
Zur Saison 2008/09 wechselte Kesselring zum FC Schalke 04 in die 2. Bundesliga ProA. 2009/10 stand er bei den Cuxhaven BasCats sowie 2010/11 bei den s.Oliver Baskets Würzburg (beide jeweils ebenfalls ProA) unter Vertrag. Die Saison 2011/12 begann er bei den Giants Düsseldorf und wechselte im Februar 2012 innerhalb der ProA zum ETB Essen. Nach dem Abschluss dieser Saison beendete er seine Profikarriere und ging zu KKK Haiterbach in die 2. Regionalliga, wo er nach einigen weiteren Jahren als Spieler 2016 das Traineramt übernahm. Ab Dezember 2018 war er in Haiterbach wieder Spieler. Nach dem Ende der Saison 2024/25 zog er sich in Haiterbach als Spieler zurück und wurde in dem Verein in der Sportlichen Leitung tätig.